# 神無き世界のカミサマ活動
『神無き世界のカミサマ活動』（かみなきせかいのカミサマかつどう）は、原作：朱白あおい、作画：半月板損傷による日本の漫画。略称は「カミカツ」。『月刊ヒーローズ』（ヒーローズ）にて、2019年6月号より連載を開始し、同誌が2020年12月号の刊行後には2020年11月27日より連載作品が『コミプレ』（同）に移行となったため、本作も同サイトの『わいるどヒーローズ』レーベルにて連載中。
2022年11月25日からはスピンオフとして、外伝『神無き世界のおねーちゃん活動』が連載開始（構成：村田真哉、作画：速水時貞）。
2022年4月にはテレビアニメ化が発表された。

## あらすじ
神無き世界のカミサマ活動
全知全能と言われる謎の神様「ミタマ」を崇拝する教団の教祖の息子として生まれた卜部征人。彼は団体の次期教祖となるための儀式に無理矢理参加させられ、その最中の事故で命を落としてしまう。次に目を覚ました時、彼は見知らぬ異世界にいた。その世界の村人たちと仲を深め、次第に生活に馴染んでいく征人。しかしその世界には、一定の年齢に達すると皇国から自殺を強制される「終生」と呼ばれる制度があり、征人と仲良くなった友人たちも、その制度の対象となってしまう。征人は村の友人たちを守るために、皇国と戦う決意をする。
神無き世界のおねーちゃん活動
現代社会の各地で活動する新興宗教を、その肉体的武力を持って制圧・吸収する教団「神地崇教」が存在した。その教団に在籍する武術部主任卜部千夜丸は、最愛の弟「征人」に会うため急ぎ制圧活動の最中、教祖から直々に弟は異世界へ転生したことを告げられる。教祖ですら制御できない弟への偏愛が極まり錯乱する中、自分も転生すれば弟に会えるかもしれないと提案された千夜丸だったが、その屈強すぎる肉体により達成は困難を極めた。最終的に神地崇教に半ば脅迫する形で同じ儀式を執り行ってもらったことで、教祖が思う征人の異世界転生の意図に反するながらも征人のいる異世界へと向かう。

## 登場人物
声の項はテレビアニメ版における声優。

### 主要人物
ユキト / 卜部 征人（うらべ ゆきと）
声 - 榎木淳弥
本作の主人公。全知全能の神とされる「ミタマ」を崇拝する教団の教祖の息子。教団の儀式の最中の事故で死亡し、異世界に転生する。
当初は異世界での生活を満喫していたが、やがて神と偽神（アルコーン）を巡る宗教戦争に巻き込まれていくことになる。
自分の暮らす村を守るために、嫌ってはいるが宗教関連の知識や信者を増やすための精通した戦術、武闘派の教祖から直々に鍛えられた体術を駆使し、様々な方法で窮地を打開していく。
ミタマ / 国之常世御霊大御神（くにのとこよのみたまのおおみかみ）
声 - 鬼頭明里
征人の父が教祖をしていた教団で崇められていた、自称「全知全能」の神。幼い少女の外見をしており自分をボクと呼ぶ。征人のピンチの際に、彼が転生した異世界に召喚されてきた。絶大な力を持った万能神であるはずなのだが、神の力は信者の数が発揮できる力に直結しており、信者のいない（そもそもミタマを知らない）異世界で途方に暮れることに。
征人にやけに懐いていて彼の頼みは断れない一方、征人以外の人間に対して非常に無慈悲な一面を見せるなど、人間とは異なる精神を持つ。
当の征人からはミタマの性格上の問題から、なけなしの神の力を使いつぶす様な形でいいようにあしらわれている。
チヤマル / 卜部 千夜丸（うらべ ちやまる）
ユキトの姉。外伝『神無き世界のおねーちゃん活動』の主人公。チート級の凄まじい筋力の持ち主で、ユキトの事が大好きなブラコン。ユキトが異世界に転生してしまったため、自分もユキトと同じ方法で転生をして異世界にやってくる。

### カクリの住人
アルラル
声 - 花澤香菜
異世界に転生してきた征人を保護した酒場の看板娘。温厚篤実な性格で周囲の人間に好かれるが、実は性的な話題にかなり興味があり、この世界で禁書扱いされているアダルト書籍に目がない。
征人に密かに好意を寄せている。姉のシルリルとともに「終生」制度による死刑に処され命を落とすが、ミタマの力で生き返る。
シルリル
声 - 上坂すみれ
アルラルの姉。妹とともに酒場を切り盛りしている。姉御肌な性格で常識人。水遊びのためにすぐに水着姿になり、誰から言われることもなくバニーガール姿になることもあるなど際どい恰好を躊躇なくする一方で踏み込んだ性の話題に対しては耐性がない。ロイへのツッコミおよび制裁を一手に担う。
ロイ
声 - 藤澤奨
征人が保護されたカクリの村に住む青年。基本的にはトラブルメーカーなのだが、モンスターに襲われる幼女を守るなど、根は悪人ではない。
欲望に忠実な性格で、常に己の欲望を優先した言動をとってはシルリルらに制裁を受けている。
征人とミタマが新たに宗教を興した際には、率先して信者となった。
クレン / ロキ
声 - 緒方恵美
クール系の村民。いつも冷静で征人の良き相談相手。正体は「アルコーン」のひとりであるロキ。
皇国の特殊部隊「アルコーン」の一人だが、皇帝の在り方に嫌気がさしクレンとしてカクリに住んでいた。実は世界の秘密を知っている人物であり、征人とミタマとの出会いである計画を実行に移す。
クレンという名で男性を装っていたが、ミタマにはアルコーンの力による変装が通じず最初から「女の子」呼ばわりされ見破られていた。
シアン（声 - 来栖りん）、カイ（声 - 田村睦心）、ユシー（声 - 河村梨恵）、ケイン（声 - 日野まり）、ファウ（声 - 朱野みゆき）
ガイアと家族のような暮らしをしていた子供。

### 皇国
エンリルタ・リースハイド・ベルトラン
声 - 諏訪部順一、富田美憂（女性）
皇国の剣士。アルラル・シルリルの処刑に立ち会っていた。
ミタマによって一度は消滅するが、彼女自身の奇跡によって復活した際、なぜか男から女に性別転換してしまう。皇国からも別人扱いされたことで門前払いを受け、途方に暮れる羽目になるがユキトに助けられる。周囲から恐れられる魔物を一刀両断するなど剣士として充分に腕が立つのだが、ミタマやアルコーンが強すぎるために戦闘面では活躍できないことが多い。その反動か、少しでも必要な存在だと求められるとその相手に依存してしまう一面も。
アニメ版では際どい衣装やお色気シーンが数々描写されている。
アータル
声 - 悠木碧
皇国の特殊部隊「アルコーン」の少女。カクリの異常者たちを処分するために征人たちのいる村を襲撃し、征人・ミタマと激しい戦いを繰り広げる。
見た目はミタマよりはやや年上程度の少女だが、実際の年齢は不明。あまり感情の振れ幅が大きくなく登場当初は皇帝の指示に従うだけの機械のような性格だったが、征人たちとの出会いにより少しずつ変わっていく。
ダキニ
声 - 高橋李依
皇帝陛下の直属部隊「アルコーン」の一柱の女性。自分のやりたいようにやりたがる陽気なギャル性格。
リシュ
声 - 小松未可子
ダキニ教団の幹部を務める女性。豊富な知識で数多くの信者を導く。
ガイア
声 - 小清水亜美
アルコーンの一人。外獣を操る能力を持つが、信者が少ないため統制しきれず暴走へと招き気味。

### 現世
卜部 聡一朗（うらべ そういちろう）
声 - 速水奨
「神地崇教」の教祖。征人と千夜丸の父。卓越された力の持ち主で、主に格闘家などを信者にしている。そのため信者を増やすため、別の地域で活動していた教団を力で捻じ伏せ、そこの信者をごっそり奪い増やしていった。

## 用語
皇国
征人が転生してきた世界に存在する国家。徹底した管理社会を築くことによって、非常に長い年月にわたり存続し続けている。管理社会の結果として、ほとんどの民衆は自由意志を失っているかのように見える。国家の中心に皇都があり、その周辺を囲むように「カクリ」と言われる村が無数に存在している。
カクリ
皇都の住人に適さない者と認定され、肉体に刻印が刻まれた後に皇都から追放された者たちが住む村。皇都の民衆の多くが自由意志を失っているように見えるのに対し、カクリに住む者たちは欲望や意思を明確に持っている。
終生
ある一定の年齢になると、自ら命を絶つという制度。皇都の民衆の多くは、この制度を当然のこととして受け入れている。追放されたカクリの人間も例外ではなく、皇都から連行担当者が派遣される。
アルコーン（偽神）
皇国の精鋭部隊の兵士たちだったが、後に多くの者が国家に反旗を翻した。征人とミタマが皇国を崩壊させた後は、それぞれが独自に行動している。それぞれが異世界では存在しないはずの神の名前を冠しており、それに由来するかのような特殊な力を発揮できる。神であるミタマと同様に、信者が増えれば力が増すという性質を持つ。

## 書誌情報
- 朱白あおい（原作）・半月板損傷（作画）『神無き世界のカミサマ活動』ヒーローズ〈ヒーローズコミックス〉、既刊11巻（2025年6月30日現在）
  1. 2020年2月29日発行（2月5日発売[9][10]）、ISBN 978-4-86468-701-0
  2. 2020年7月31日発行（7月4日発売[11]）、ISBN 978-4-86468-730-0
  3. 2021年1月31日発行（1月29日発売[12][13]）、ISBN 978-4-86468-778-2
  4. 2021年9月30日発行（9月29日発売）、ISBN 978-4-86468-833-8
  5. 2022年4月27日発売、ISBN 978-4-86468-880-2
  6. 2022年11月29日発売、ISBN 978-4-86468-140-7
  7. 2023年5月29日発売、ISBN 978-4-86468-171-1
  8. 2023年12月27日発売、ISBN 978-4-86468-215-2
  9. 2024年6月28日発売、ISBN 978-4-86468-261-9
  10. 2024年12月26日発売、ISBN 978-4-86805-027-8
  11. 2025年6月30日発売、ISBN 978-4-86805-076-6
- 朱白あおい（原作）・村田真哉（構成）・速水時貞（作画） ・半月板損傷（キャラクターデザイン）『神無き世界のおねーちゃん活動』 コミプレ〈ヒーローズコミックス わいるど〉、既刊1巻（2023年7月13日現在）
  1. 2023年3月29日発売 ISBN 978-4-86468-165-0

## テレビアニメ
2023年4月から7月まで関西テレビ放送、TOKYO MXほかにて放送された。

### スタッフ
- 原作・シリーズ構成・脚本 - 朱白あおい[16]
- 作画 - 半月板損傷[16]
- 監督 - 稲葉友紀[16]
- スーパーバイザー - 末田宜史[16]
- キャラクターデザイン・総作画監督 - 吉川佳織[16]
- プロップデザイン - 植竹美則、髙松さや
- 美術監督 - 永吉幸樹[16]
- 美術設定 - 佐藤正浩[16]
- 色彩設計 - 相馬香菜[16]
- 3Dディレクター - 檜垣賢一
- 外獣デザイン - 髙松さや
- 撮影監督 - 大槻綾子[16]
- 音響監督 - 野崎圭一[16]
- 音響効果 - 浦畑将[16]
- 音響制作 - ダックスプロダクション[16]
- 音楽 - 岩崎文紀[16]
- 音楽制作 - ランティス[16]
- プロデューサー - 新井孝介、山本修平、君塚耕太、臼倉竜太郎、丸山創、新妻れい、井原理恵、松村尚
- アニメーションプロデューサー - 斉藤友紀
- アニメーション制作 - studioぱれっと[16]
- 製作 - カミカツ製作委員会[16]

### 主題歌
「I wish」
作詞・作曲 - Junxix.、編曲 - Kazuboy.、歌 - 来栖りん（ランティス）

### エンディングテーマ
「Steppin’Up Life!」
作詞 - Grace ToneとFunk Uchino、作曲 - Funk UchinoとToshiya HosokawaとSILLY TEMBA、編曲 - Toshiya HosokawaとSILLY TEMBA、歌 - ミタマ（鬼頭明里）（ランティス）

### 挿入歌
「TOGETHER!!」
作詞 - Grace Toneとnozomi*とSILLY TEMBA、作曲 - Toshiya Hosokawaとnozomi*とFunk UchinoとSILLY TEMBA、編曲はToshiya HosokawaとSILLY TEMBA、歌 - ミタマ（鬼頭明里）
「救世御霊教歌」
作詞 - nozomi*とFunk Uchino、作曲 - MAMUSHIとFunk Uchino、編曲 - MAMUSHI、歌 - アルラル（花澤香菜）

### 各話リスト
| 話数     | サブタイトル | 脚本       | 絵コンテ                            | 演出              | 作画監督                                                                                    | 初放送日      |
| -------- | --- | ---------- | ----------------------------------- | ----------------- | ------------------------------------------------------------------------------------------- | ------------- |
| 第一話   | カケマクモカシコキ ミタマノオホミカミ ハラヒタマヘキヨメタマヘト ミタマノミコト カシコミカシコミマヲス | 江嵜大兄   | 稲葉友紀                            | 稲葉友紀          | 迫江沙羅 八木元喜 𠮷田肇 松下純子 津熊健徳 外山陽介 楊彤諍 黄華                             | 2023年 4月6日 |
| 第二話   | カケマクモカシコキ ミタマノオホミカミ クスシクタヘナルミタマノフユニヨリテ コノウツシヨニアレイデタルミニシアレバ ヨロヅノモノツクリタマヒキ ミタマノミコト キコシメセト カシコミカシコミマヲス | 赤尾でこ   | 松本悠生                            | 松本悠生          | 川本由記子 森悦史 加藤明日美 池津寿恵 渡部桂太 吉岡敏幸 キム ランヨン パク ウナ ハン ウンミ | 4月13日       |
| 第三話   | カケマクモカシコキ ミタマノオホミカミ タカアマハラノツカサニマシマシテ モロモロノマガゴト マガツヒ ツミケガレヲ ハラヒタマヘキヨメタマヘト オホツチノモトツカミ ミタマノミコト キコシメセト カシコミカシコミマヲス | 江嵜大兄   | 山﨑立士                            | 山﨑立士          | 清水博幸 まつもとひろし 永田有香 兵頭敬 有馬次呂 金正男 王振业 吴耀 李品华 孙振兴           | 4月20日       |
| 第四話   | カケマクモカシコキ ミタマノオホミカミ ウツシヨヲシメシタマヒ ハジメモナクヲハリモナク テンノシチヨウクヨウニジュウハッシュクヲキヨメ チノサンジュウロクジンヲキヨメタマヘト アメツチノ ミタマノミコト キコシメセト カシコミカシコミマヲス | 江嵜大兄   | 末田宜史 稲葉友紀                   | 基仁志            | 川本由記子 迫江沙羅 森悦史 八木元喜 𠮷田肇 髙松さや                                         | 4月27日       |
| 第五話   | カケマクモカシコキ ミタマノオホミカミ ヨロズノモノ ツクリタマヒキハ ロクコンショウジョウニシテ アメツチノヨロズモノトドウタイナルガユヱニ カカルトヨアシハラミズホノクニニスマワセタマヘト マヲスコトノヨシヲ オホツチノ ミタマノミコト キコシメセト カシコミカシコミマヲス | 赤尾でこ   | 前田基匡 稲葉友紀                   | 稲葉友紀 基仁志   | 楊彤諍 周婧 黄華 柳昇希 朴在石 姜美愛 李官雨                                                | 5月4日        |
| 第六話   | カケマクモカシコキ ミタマノオホミカミ トコヨノナホヒハ アマハラニアリテハ ヒノミクニツキノミクニホシノミクニ オホツチニアリテハ アヲヒトクサヲハジメ イキアルモイキナキモ ヨニアリトシアルモノノカギリ トコヨノオホカミ ミタマノミコト キコシメセト カシコミカシコミマヲス | 朱白あおい | 前田基匡 西田正義 井上歩美 稲葉友紀 | 稲葉友紀 基仁志   | 川本由記子 迫江沙羅                                                                         | 5月11日       |
| 第七話   | カケマクモカシコキ ミタマノオホミカミ モトツミココロノマニマニ ウムシイデ ウシハキマモリ サキハヘタマヘルミイサヲノ オホキヒサシキヒロキアツキ オホムウツクシミヲカゞフリテ コノウツシヨニ アラムカギリハ ヨロズノモトツヒトツカミノ ミタマノミコト キコシメセト カシコミカシコミマヲス | 江嵜大兄   | 山﨑立士                            | 山﨑立士          | 永田有香 松下純子 川本由記子 清水博幸 李品华 孙振兴 蒋航岑 刘锋                             | 5月18日       |
| 第八話   | カケマクモカシコキ ミタマノオホミカミ マガツヒノタメニ ケガシヤブラレルコトナク キノエキノトヒノエヒノトツチノエツチノト カノエカノトミズノエミズノト ヒフミヨイムナヤコト ニノオトフルヘユラユラトフルヘ カクイノリセシコトノヨシヲ オホクニノモトツヒトツカミノ ミタマノミコト キコシメセト カシコミカシコミマヲス | 赤尾でこ   | 西田正義 稲葉友紀                   | 松本悠生 稲葉友紀 | 吉田肇 金慶鎬 朴在石 李敬順 李官雨                                                          | 6月1日        |
| 第九話   | カケマクモカシコキ ミタマノオホミカミノ ナホヒココロニ ツミケガレアヤマチアラシメズ ヨロズノモノゝタグヒナリイデンカンタカラハ イハユル オキツカゞミヘツカゞミヤツカノツルギ イクタママカルガヘシノタマタルタマミチカヘシノ タマオロチノヒレハチノ ヒレクサグサモノゝヒレトイフ ミタマノミコト キコシメセト カシコミカシコミマヲス | 江嵜大兄   | 山﨑立士                            | 稲葉友紀 基仁志   | 楊彤諍 周婧 黄華 金慶鎬 朴在石 李敬順 李官雨                                                | 6月8日        |
| 第十話   | カケマクモカシコキ ミタマノオホミカミ アラタマニギタマニ モロモロノフジョウヲミズ ツクシテウムコトナク ツトメテオコタルコトナク ウヤマヒカシコミモツカヘマツルサマヲ タヒラケクヤスラケクキコシメシテ ソレカミハユヰイツニシテミカタナシ キョニシテレイアリ アメツチヒラケテコノカタ トコヨノオホミカミノ ミタマノミコト キコシメセト カシコミカシコミマヲス | 赤尾でこ   | 檜垣賢一 稲葉友紀                   | 檜垣賢一 稲葉友紀 | 楊彤諍 周婧 黄華                                                                            | 6月15日       |
| 第十一話 | カケマクモカシコキ ミタマノオホミカミ イニシニ オホヤシマアメツチヒラケノハジメ クニツチノウカレタゞヨフコト タトヘバ ナホミヅノウヘニウカベルアブラノゴトトキニ アメツチノナカニヒトツノモノナレリ スナハチカミトナル ミタマノミコトト マヲシマツル ヨロズノモノヲ ツカサドリタマヒテ アヲヒトクサヲ ヨウイクシタマフ ヨロズモトツ ミタマノミコト キコシメセト カシコミカシコミマヲス | 朱白あおい | 西田正義 稲葉友紀                   | 稲葉友紀          | 金慶鎬 朴在石 李敬順 李官雨 柳昇希                                                          | 6月29日       |
| 第十二話 | カケマクモイトモカシコキ ミタマノオホミカミ コノカミドコニ マセマツル カケマクモアヤニカシコキ オホカミノオホマヘニ カシコミカシコミモマヲサク オホカミノ ヒロキアツキミタマノフユニヨリテ マガカミノマガゴトナク スコヤカニナリハヒノコトゴトニ イソシミツトメルヲモチテ アメツチノカムワザニタガハシメズ ヒラケヨニオクレシメズ クサグサノワザワヒナク ヨノマモリヒノマモリ メグミサキハヒタマヘト ミソラハルカニヲロガミマツラクヲ タヒラケク ヤスラケク キコシメシテ イマモユクサキモ イヤトウニイヤナガニ オホカミノタカキタフトキ ミタマノフユニヨリテ タチサカエシメタマヘト ミタマノミコト キコシメセト カシコミカシコミマヲス | 朱白あおい | 前田基匡 稲葉友紀                   | 基仁志            | kanaka 楊彤諍 周婧 黄華                                                                     | 7月6日        |

### 放送局
| 放送期間                | 放送時間                     | 放送局     | 対象地域   | 備考                                                       |
| ----------------------- | ---------------------------- | ---------- | ---------- | ---------------------------------------------------------- |
| 2023年4月6日 - 7月6日   | 木曜 1:30 - 2:00（水曜深夜） | TOKYO MX   | 東京都     |                                                            |
| 2023年4月7日 - 7月7日   | 金曜 1:00 - 1:30（木曜深夜） | BS日テレ   | 日本全域   | 製作参加 / BS放送 / 『アニメにむちゅ〜』枠                 |
|                         | 金曜 2:55 - 3:25（木曜深夜） | 関西テレビ | 近畿広域圏 | 製作参加 / 初回は3:00 - 3:30に放送                         |
| 2023年4月8日 - 7月8日   | 土曜 1:25 - 1:55（金曜深夜） | サガテレビ | 佐賀県     |                                                            |
| 2023年4月11日 - 7月10日 | 火曜 23:00 - 23:30           | AT-X       | 日本全域   | CS放送 / 字幕放送 / リピート放送あり / 最終回は1日繰り上げ |

| 配信開始日        | 配信時間           | 配信サイト |
| ----------------- | ------------------ | --- |
| 2023年4月6日      | 木曜 0:30 更新     | dアニメストア |
| 2023年4月13日以降 | 木曜 0:30以降 更新 | ニコニコ生放送 ニコニコチャンネル ABEMA Lemino FOD バンダイチャンネル Hulu TELASA J:COMオンデマンド milplus U-NEXT アニメ放題 カンテレドーガ Tver DMM TV Amazon Prime Video music.jp ビデオマーケット HAPPY!動画 クランクイン！ビデオ ムービーフルplus |

### BD / DVD
| 巻 | 発売日        | 収録話         | 規格品番  | 規格品番   |
| 巻 | 発売日        | 収録話         | BD        | DVD        |
| -- | ------------- | -------------- | --------- | ---------- |
| 1  | 2023年6月28日 | 第1話 - 第4話  | KAXA-8551 | KABA-11331 |
| 2  | 2023年7月26日 | 第5話 - 第8話  | KAXA-8552 | KABA-11332 |
| 3  | 2023年8月30日 | 第9話 - 第12話 | KAXA-8553 | KABA-11333 |